# Ядерна бомба Mark 14
Ядерна бомба Mark 14 — стратегічна термоядерна зброя 1950-х років, була першою розгорнутою твердопаливною водневою бомбою. Конструкція якої була експериментальна, і на початку 1954 року було випущено лише п'ять одиниць. Випробуваняя було у квітні 1954 року під час ядерного випробування Кастл Юніон мала потужність 6,9 Мт. Бомбу часто вказують як TX-14 (для «експериментальної») або EC-14 (для «надзвичайних можливостей»). Її також називають пристроєм «Будильник», хоча вона не має нічого спільного з дизайном під такою ж назвою, запропонованим раніше Едвардом Теллером і відомим як Слойка в Радянському Союзі.

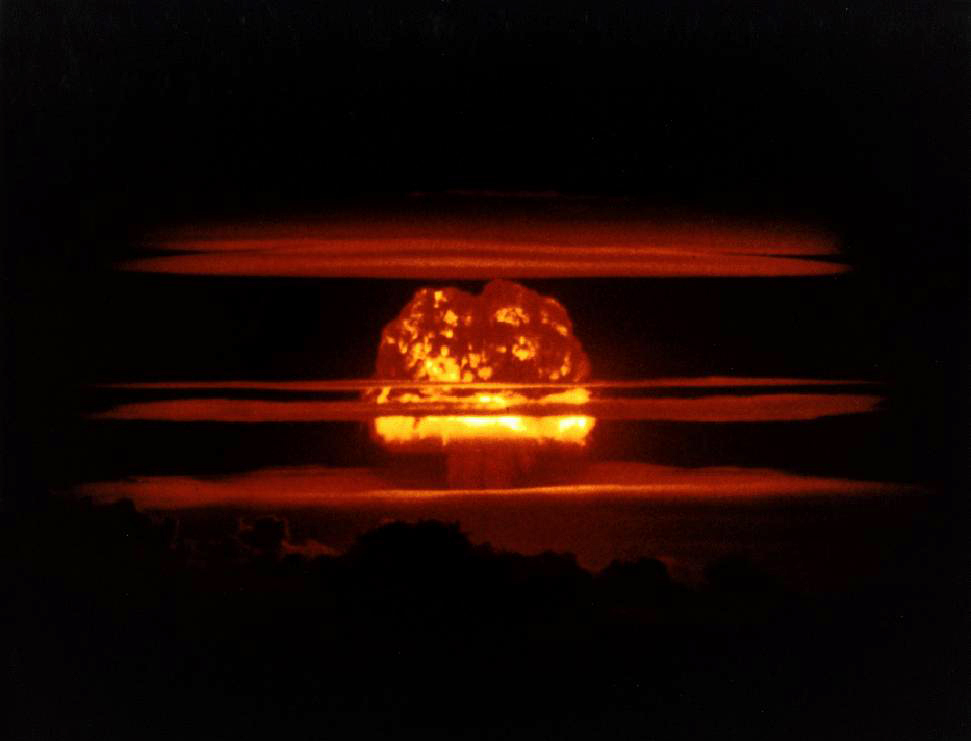
Тест Кастл Юніон дизайну Mark 14.

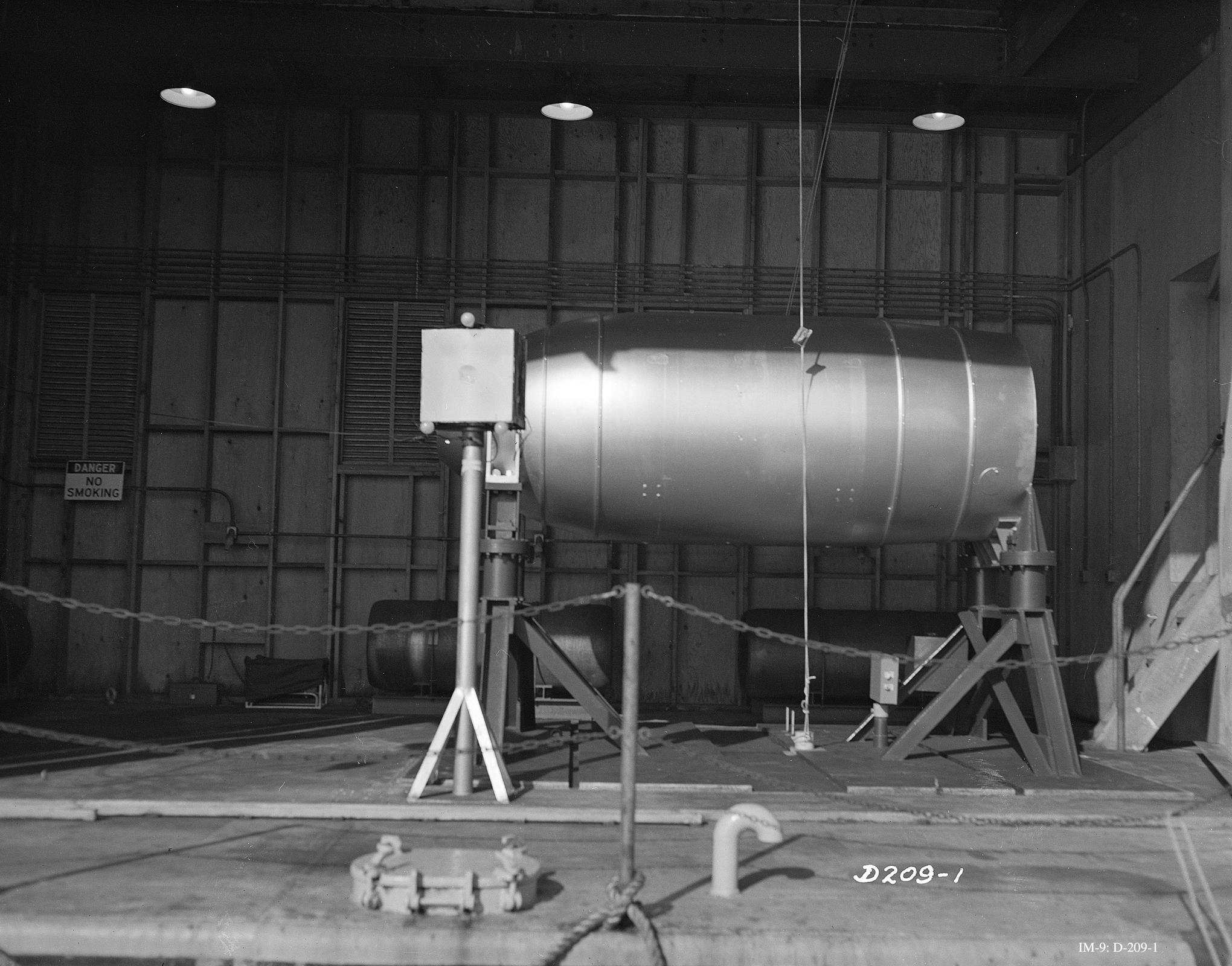
Тестовий пристрій у корпусі Mark 14 під час операції Кастл, можливо, випробування Кастл Юніон конструкції Mark 14.

Термоядерне паливо, яке використовувалося в бомбі, було дейтеридом літію, збагаченим на 95% ізотопом літію 6, який на той час був дефіцитним ресурсом, і цей дефіцит був головною причиною його обмеженого розгортання. Тест Кастл Браво показав, що незбагачений ізотоп літію-7 так само добре функціонує для реакцій ядерного синтезу, як і ізотоп 6. Бомба Mk-14 мала діаметр 1,56 метра і довжиною 5,64 метри. Важили від 13 100 і 14 100 кг і використовував 20 метровий парашут. 
Версія, протестована в Castle Union, використовувала RACER IV. 5 Мт загального виходу отримано від розщеплення, що робить його дуже «брудною» зброєю.
До 1956 року компоненти всіх п'яти вироблених бомб Mk-14 були перероблені в Mark 17s.